# Róbert Récsey
Róbert Récsey (* 16. Juni 1939 in Budapest) ist ein ehemaliger Offizier in der Volksrepublik Ungarn und zuletzt Generalmajor (Vezérőrnagy) im Innenministerium (Belügyminisztérium) sowie von 1989 bis 1990 Kommandant der Regierungsgarde (Kormányőrség) war.

## Leben
Róbert Récsey, Sohn von Mária Hustyova, erwarb nach dem Grundschulbesuch 1957 die Fachhochschulreife und arbeitete danach vom 8. Juli 1957 bis 1959 erst als Techniker und dann als Leiter eines Büros für das Unternehmen Lőrinci Henermű Vállalat. Im Anschluss leistete er vom 13. November 1959 bis zum 18. Januar 1962 Militärdienst im 54. Funktechnischen Regiment (54. Honi Rádiótechnikai Ezred) der Ungarischen Volksarmee (Magyar Néphadsereg) und war in diesem zuletzt Zugführer. Anschließend war er vom 19. Januar 1962 bis zum 14. November 1963 als Gruppenleiter in der Produktionsabteilung des Unternehmens Lőrinci Henermű Vállalat tätig.
Am 15. November 1963 trat er als Unterleutnant (Alhadnagy) in den Dienst des Innenministeriums (Belügyminisztérium) und fand in den folgenden Jahren bis 1974 zahlreiche Verwendungen in den Abteilungen BM III/II-3 Verteidigung gegen die Geheimdienste anderer europäischer NATO-Staaten und neutraler Staaten (Elhárítás a többi európai NATO-ország és semleges államok hírszerzésével szemben) beziehungsweise BM III/II-1 Verteidigung gegen den Geheimdienst der USA und einiger lateinamerikanischer Länder (Elhárítás az USA és egyes latin-amerikai országok hírszerzésével szemben). In dieser Zeit besuchte er 1965 die Marxismus-Leninismus-Abenduniversität und wurde am 15. November 1965 zum Leutnant (Hadnagy) befördert. Er absolvierte zwischen dem 1. Juli 1966 und 1969 ein Studium an der Hochschule für Fremdsprachen des Innenministeriums (Idegen Nyelvi Főiskola) und erhielt in dieser Zeit am 15. November 1968 seine Beförderung zum Oberleutnant (Főhadnagy) sowie am 1. November 1971 zum Hauptmann (Százados).
Nachdem Récsey von 1974 bis 1977 ein Studium im Hauptfach Öffentliche Verwaltung an der Parteihochschule der Ungarischen Sozialistischen Arbeiterpartei MSZMP (Magyar Szocialista Munkáspárt) absolviert hatte, wurde er am 1. Juli 1977 zum Major (Őrnagy) befördert und war daraufhin im Polizeipräsidium von Budapest zunächst bis zum 31. Dezember 1983 Leiter der dortigen Abteilung III/II, wobei er in dieser Funktion am 1. April 1980 zum Oberstleutnant (Alezredes) befördert wurde. Nach seiner Beförderung zum Oberst (Ezredes) am 1. Januar 1984 wurde er Nachfolger von Generalmajor Sándor Ambrus als Vertreter von Generalmajor Lukács Vincze beziehungsweise ab 1. März 1985 von dessen Nachfolger Generalmajor István Konczer stellvertretender Chef des Polizeipräsidiums Budapest BRFK (Budapesti Rendőr-főkapitányság) und war in dieser Funktion zugleich bis zum 30. April 1989 auch Leiter der Abteilung Staatssicherheit.
Am 1. Mai 1989 wurde Róbert Récsey schließlich zum Generalmajor befördert und löste den mit Führung kommissarisch beauftragten Oberst Zoltán Pénzes als Kommandant der Regierungsgarde (Kormányőrség) ab. Er wurde damit formell erst zweiter Kommandeur der Regierungsgarde nach Generalleutnant Ferenc Sebestyén, der diesen Posten vom 14. Juni 1958 bis zum 31. März 1989 innehatte. Am 30. September 1990, der Zeit des Niedergangs des Kádár-Systems und des Zusammenbruchs des Kommunismus, schied er aus dem Dienst und wurde als Kommandeur der Regierungsgarde von Oberst Dezső Kiss abgelöst.